# New Baltimore (Michigan)
New Baltimore è un comune degli Stati Uniti d'America, situato nello Stato del Michigan, nella Contea di Macomb.